# Nicolai Jørgensen
Nicolai Mick Jørgensen (phát âm tiếng Đan Mạch: [ˈne̝koˌlɑjˀ ˈme̝k ˈjɶɐ̯ˀɐnsn̩]; sih ngày 15 tháng 1 năm 1991) là cầu thủ bóng đá chuyên nghiệp người Đan Mạch. Anh thi đấu trong vị trí tiền đạo cho câu lạc bộ bóng đá Feyenoord và Đội tuyển bóng đá quốc gia Đan Mạch.